# Deborah Carthy-Deu
Deborah Carthy-Deu (San Juan, 5 gennaio 1966) è una modella portoricana, eletta Miss Universo 1985.

## Biografia
Ex-ballerina, prima di essere incoronata Miss Universo a Miami, Florida il 15 luglio 1985, Deborah Carthy-Deu è stata prima eletta Miss San Juan, e successivamente Miss Porto Rico. È stata la seconda donna portoricana ad essere letta Miss Universo.
Una volta terminato il proprio anno di regno come Miss Universo, Deborah Carthy-Deu ha intrapreso la carriera di attrice, conduttrice televisiva e modella. La Carthy-Deu interpreta il ruolo della protagonista nella telenovela El Cisne Blanco ed ha condotto numerose trasmissioni in Porto Rico, New York e Miami, per le emittenti Univision e Telemundo.
Ha inoltre aperto una scuola ed agenzia per modelli chiamata Deborah Carthy Deu Estudio y Agencia de Modelos.